# Lorca FC
Lorca Fútbol Club, S.A.D. – hiszpański klub piłkarski, z siedzibą Lorce, istniejący w latach 2003–2022. Swoje mecze rozgrywał na Estadio Francisco Artés Carrasco mieszczącym osiem tysięcy widzów.

## Historia występów w rozgrywkach krajowych
- jako La Hoya Deportiva

| Sezon   | Poziom | Liga                            | Miejsce    | Puchar Króla |
| ------- | ------ | ------------------------------- | ---------- | ------------ |
| 2003/04 | VI     | Primera Regional de Murcia      | 13.        |              |
| 2004/05 | VI     | Primera Regional de Murcia      | 4.         |              |
| 2005/06 | VI     | Primera Regional de Murcia      | 6.         |              |
| 2006/07 | VI     | Primera Regional de Murcia      | 3. (awans) |              |
| 2007/08 | V      | Preferente Autonómica de Murcia | 10.        |              |
| 2008/09 | V      | Preferente Autonómica de Murcia | 15.        |              |
| 2009/10 | V      | Preferente Autonómica de Murcia | 1. (awans) |              |

- jako La Hoya Lorca

| Sezon   | Poziom | Liga               | Miejsce    | Puchar Króla |
| ------- | ------ | ------------------ | ---------- | ------------ |
| 2010/11 | IV     | Tercera División   | 7.         |              |
| 2011/12 | IV     | Tercera División   | 4.         |              |
| 2012/13 | IV     | Tercera División   | 1. (awans) |              |
| 2013/14 | III    | Segunda División B | 2.         | I runda      |
| 2014/15 | III    | Segunda División B | 13.        | I runda      |
| 2015/16 | III    | Segunda División B | 6.         |              |

- jako Lorca FC

| Sezon   | Poziom | Liga                            | Miejsce         | Puchar Króla |
| ------- | ------ | ------------------------------- | --------------- | ------------ |
| 2016/17 | III    | Segunda División B              | 1. (awans)      | II runda     |
| 2017/18 | II     | Segunda División                | 21. (spadek)    | II runda     |
| 2018/19 | IV     | Tercera División                | 3.              | III runda    |
| 2019/20 | IV     | Tercera División                | 7.              |              |
| 2020/21 | IV     | Tercera División                | 11./10.         |              |
| 2021/22 | VI     | Preferente Autonómica de Murcia | dyskwalifikacja |              |

## Sukcesy
- Tercera División: 2012/13
- Segunda División: 2016/17

## Reprezentanci kraju grający w klubie
|  | - José Rojas - Bienve Marañón - Saihou Gassama - Mathias Pogba - Beto Catiane - Federico Bikoro |  | - Aitor Embela - Ishan Pandita - Deshorn Brown - Jaime Moreno - Markus Holgersson - Gabriel Cichero |